# Xylopia lastelliana
Xylopia lastelliana är en kirimojaväxtart som beskrevs av Henri Ernest Baillon. Xylopia lastelliana ingår i släktet Xylopia och familjen kirimojaväxter. Utöver nominatformen finns också underarten X. l. acuta.